# Pyramide von Zentral-Dahschur
Die Pyramide von Zentral-Dahschur ist die weitgehend zerstörte Pyramide eines unbekannten Königs, der vermutlich in der 12. oder 13. Dynastie regierte. Sie liegt ein wenig südöstlich der Pyramide des Amenemhet II. in der Nekropole von Dahschur.

## Erforschung
Das Bauwerk ist völlig abgetragen, eine umfassende Untersuchung hat nie stattgefunden und der Bau einer Pipeline im Jahr 1975 sorgte für weitere Zerstörung. Im 19. Jahrhundert beschrieb Karl Richard Lepsius das Bauwerk als Steinpyramide und wies ihr die Ordnungsnummer LIV seiner Pyramidenliste zu.
Die Untersuchung der Stätte brachte Bruchstücke von Kalksteinreliefs zutage. Eines der gefundenen Stücke trug den Namen Amenemhet und könnte von der benachbarten Amenemhet-II.-Pyramide stammen. Der Name könnte sich somit auf Amenemhet II. beziehen, aber auch ein Bezug auf Amenemhet IV. als möglichen Bauherrn wäre denkbar.
Da der Pyramidenbezirk erkennbar mit einem Aufweg versehen war, könnte es sich um einen ehemals vollendeten Bau handeln, was aber aufgrund des starken Zerstörungsgrades nicht mehr nachweisbar ist.